# Коле Сан Ђовани (Терамо)
Коле Сан Ђовани (итал. Colle San Giovanni) је насеље у Италији у округу Терамо, региону Абруцо.
Према процени из 2011. у насељу је живело 115 становника. Насеље се налази на надморској висини од 128 м.